# Tierpark Alsdorfer Weiher
Koordinaten: 50° 51′ 48,6″ N, 6° 9′ 2,2″ O
Der Tierpark Alsdorfer Weiher ist ein Teil des Naherholungsgebietes Broichbachtal und befindet sich in Alsdorf in Nordrhein-Westfalen. Das Areal umfasst 30 Hektar und weist einen Tierbestand von 300 Tieren in 30 verschiedenen Arten auf.
Auf Betreiben von Helmut Eckert, der von 1951 bis 1975 Stadtdirektor von Alsdorf war, wurde in den 1960er-Jahren der Tierpark zwischen dem Stadtteil Ofden und der Bundesstraße 57 errichtet, 1967 eröffnet und seitdem zunehmend vergrößert. Des Weiteren gründete Helmut Eckert 1969 den Alsdorfer Tierparkverein, in dem er später Ehrenmitglied war. 
Zu dem Tierpark gehört auch ein Freizeitbereich, der einen Kletterspielplatz mit einer im Jahr 2012 erbauten Kletterpyramide und einem Klettergerüst in Form eines Schiffs besitzt.
An der Stelle des heutigen Kletterschiffs stand von 1973 bis Februar 2017 die Dampflokomotive Anna 9 des Eschweiler Bergwerks-Vereins. Diese Dampflokomotive vom Typ Krupp Hannibal, Fabriknummer 1845, Baujahr 1939, wurde von 1959 bis 1972 an der Grube Anna eingesetzt. Bis Ende 2015 stand zudem in unmittelbarer Nähe eine Dampfwalze der Firma Ruthemeyer-Werke.
Des Weiteren gibt es zwei Kioske und eine Gaststätte. 
Auf der anderen Seite der Theodor-Seipp-Straße, am Kahnweiher, befindet sich das Boots-House. Dieses umfasst eine Strandbar mit mietbarer Eventlocation, einen Tretboot- und BBQ-Boote Verleih und die im Sommer 2017 eröffnete Adventure-Minigolf Anlage.
Außerdem befindet sich oberhalb des Kahnweihers ein Grillplatz, welcher angemietet werden kann. Die frühere Minigolfanlage oberhalb des Boots-House wurde Ende 2018 abgerissen.

Lage des Tierparks im Naherholungsgebiet Broichbachtal
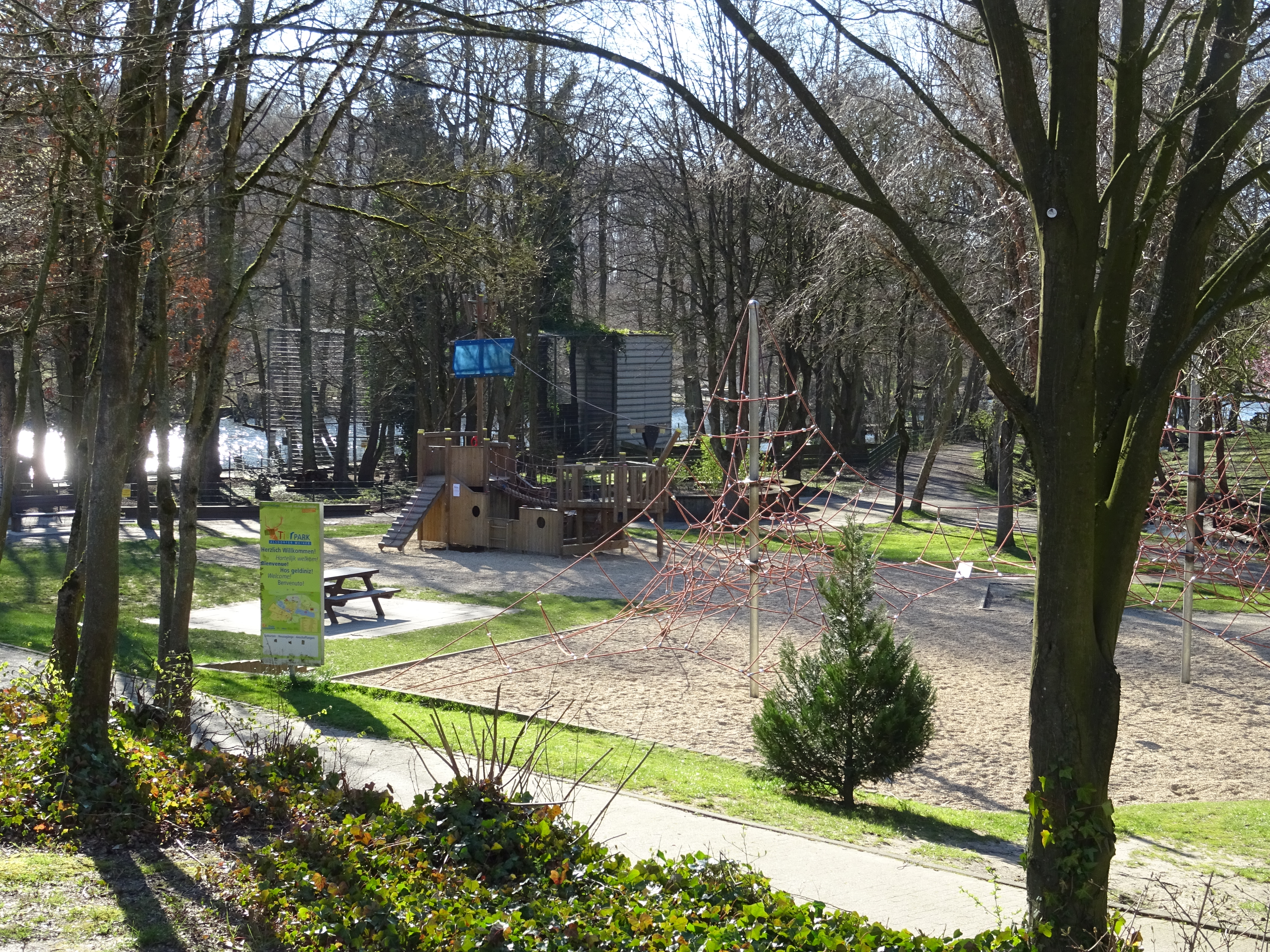
Kletterpyramide und Schiff
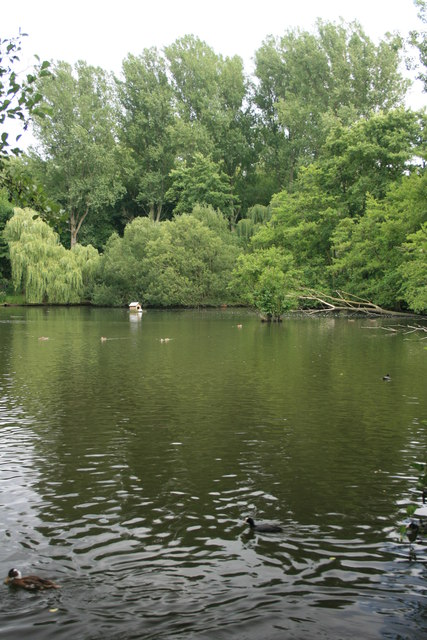
Entenweiher
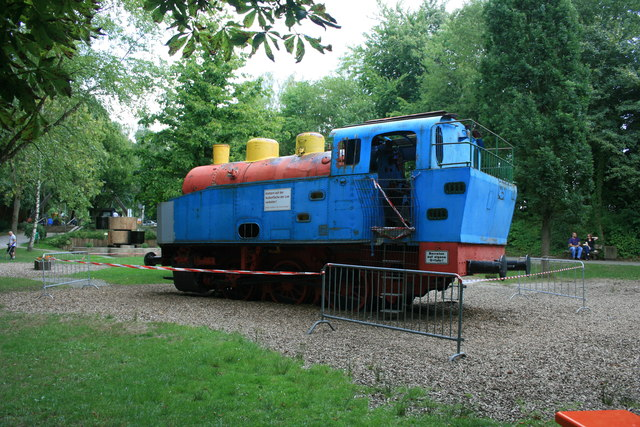
Lokomotive Anna 9
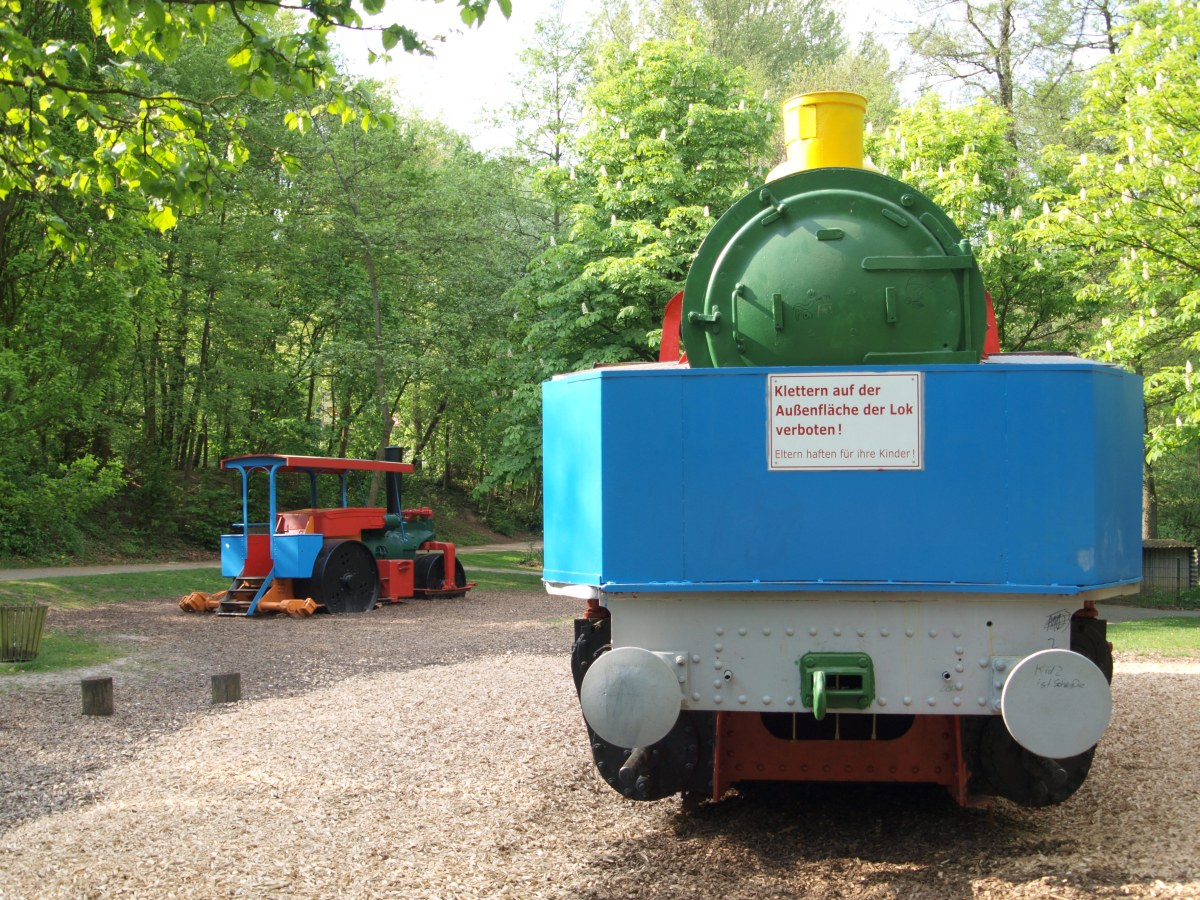
Dampflokomotive Anna 9 und Dampfwalze im Hintergrund